# Dekanat widzki
Dekanat widzki – jeden z 11 dekanatów diecezji witebskiej na Białorusi. W jego skład wchodzi 8 parafii.

## Lista parafii
| Lp. | Miejscowość/parafia                                 | Proboszcz/administrator             | Kościół                                                               | Zdjęcie |
| --- | --------------------------------------------------- | ----------------------------------- | --------------------------------------------------------------------- | ------- |
| 1   | Dalekie parafia św. Stanisława                      | ks. Andrzej Boczar                  | kościół św. Stanisława w Dalekich                                     |         |
| 2   | Dryświaty parafia Świętych Apostołów Piotra i Pawła | ks. Gienadij Lewkow (administrator) | kościół Świętych Apostołów Piotra i Pawła w Dryświatach               |         |
|     | Dworzyszcze                                         | ks. Gienadij Lewkow (administrator) |                                                                       |         |
|     | Gierejsze                                           | ks. Gienadij Lewkow (administrator) | kaplica Najświętszego Serca Jezusowego i św. Stanisława w Gierejszach |         |
|     | Karasino                                            | ks. Gienadij Lewkow (administrator) | kaplica Matki Bożej Fatimskiej i św. Jana Apostoła w Karasinie        |         |
| 3   | Łotoczki Parafia Bożego Miłosierdzia                | ks. Edward Achramowicz              | kaplica Bożego Miłosierdzia w Łotoczkach                              |         |
| 4   | Mieżany Parafia Matki Bożej Anielskiej              | ks. Gienadij Lewkow (administrator) | kościół Matki Bożej Anielskiej w Mieżanach                            |         |
| 5   | Opsa parafia św. Jana Chrzciciela                   | ks. Edward Achramowicz              | kościół św. Jana Chrzciciela w Opsie                                  |         |
| 6   | Pohoszcze parafia Miłosierdzia Bożego               | ks. Sławomir Samkowicz              | kościół Miłosierdzia Bożego w Pohoszczach                             |         |
| 7   | Pelikany (Miluńce) parafia św. Jakuba Apostoła      | ks. Edward Achramowicz              | kościół św. Jakuba Apostoła w Pelikanach                              |         |
| 8   | Widze parafia Narodzenia Najświętszej Maryi Panny   | ks. Alfred Piechota MS              | kościół Trójcy Świętej w Widzach                                      |         |
|     | Koziany                                             | Saletyni z parafii w Widzach        |                                                                       |         |
|     | Podruksza                                           | Saletyni z parafii w Widzach        |                                                                       |         |